# Gare de Port-Saint-Père - Saint-Mars
Gare de Port-Saint-Père - Saint-Mars – przystanek kolejowy w miejscowości Port-Saint-Père, w departamencie Loara Atlantycka, w regionie Kraj Loary, we Francji. Jest zarządzany przez SNCF i obsługiwany przez pociągi TER Pays de la Loire.

## Położenie
Znajduje się na linii Nantes – Sainte-Pazanne – La Roche-sur-Yon, na km 20,100 między stacjami Bouaye i Sainte-Pazanne, na wysokości 6 m n.p.m.

## Historia
Stacja została otwarta 11 września 1875 przez Compagnie des chemins de fer nantais wraz z odcinkiem linii między Pont-Rousseau i Pornic.

## Linie kolejowe
- Linia Nantes – Sainte-Pazanne – La Roche-sur-Yon